# Mojo Rawley
Dean Muhtadi (Alexandria (Virginia), 17 juli 1986), beter bekend als Mojo Rawley, is een Amerikaans acteur, professioneel worstelaar en voormalig Americanfootballspeler die best bekend is van zijn tijd bij WWE. Hij is een 7-voudig WWE 24/7 Champion en de winner van de 2017 André The Giant Memorial Battle Royal bij het evenment WrestleMania 32.

## Privé
Op 12 februari 2022, verloofde Muhtadi zich met Gracie Tracy. In januari 2022 onthulde Muhtadi dat hij in 2020 COVID had en definieerde het als een bijna fatale ervaring.

## Prestaties
- Pro Wrestling Illustrated
  - Gerangschikt op #111 van de top 500 singles worstelaars in de PWI 500 in 2017[4]
- WWE
  - WWE 24/7 Championship (7 keer)[5]
  - André the Giant Memorial Trophy (2017)[6]